# 118. peruť (Izrael)
118. peruť (hebrejsky טייסת 118‎) Izraelského vojenského letectva také známá jako „peruť Nočních dravců“ (hebrejsky טייסת דורסי הלילה‎) je vrtulníková jednotka vybavená stroji typu CH-53-2025 Yas'ur, dislokovaná na základně Tel Nof.
26. července 2010 jeden CH-53 peruti havaroval nedaleko Brašova v Rumunsku během cvičného letu v horském prostředí Karpat, přičemž zahynuly všechny osoby na palubě - čtyři izraelští piloti, dva izraelští mechanici a jeden rumunský důstojník.